# Connell
Connell – miasto w Stanach Zjednoczonych, w stanie Waszyngton, w hrabstwie Franklin.